# Jean Vautrin
Jean Vautrin, pseudonimo di Jean Herman (Pagny-sur-Moselle, 17 maggio 1933 – Gradignan, 16 giugno 2015), è stato uno scrittore, regista e sceneggiatore francese.

## Biografia
Dopo aver studiato lettere a Auxerre, Jean Herman vinse il concorso all'IDHEC, l'Institut des hautes études cinématographiques. Mentre era lettore di letteratura francese all'Università di Bombay, conobbe Roberto Rossellini e ne divenne aiuto regista della serie di documentari L'India vista da Rossellini, realizzati nel 1959 per la RAI. Tornato in Francia, realizzò cinque lungometraggi, tra i quali il poliziesco Adieu l'ami, dal titolo italiano Due sporche carogne - Tecnica di una rapina, del 1968, con Alain Delon e Charles Bronson, e diversi telefilm. 
Negli anni Settanta si dedicò al romanzo, assumendo lo pseudonimo di Jean Vautrin: il primo, di genere poliziesco, è À bulletins rouges, pubblicato nel 1973. Seguirono, della stessa serie, Billy-Ze-Kick e Bloody Mary. Nel 1987, con lo scrittore Dan Franck, creò il personaggio del reporter Boro, protagonista di avventure ambientate negli anni Trenta. 
Lontani dal genere poliziesco o avventuroso sono la novella Patchwork, del 1983, che ottenne il Prix des Deux Magots, i romanzi La Vie ripolin, Un grand pas vers le bon Dieu, premiato nel 1989 con il Prix Goncourt, e Symphonie Grabuge, del 1994, che ottenne il Prix Eugène-Dabit du roman populiste. Nel 1998 ricevette, alla pubblicazione de Le Cri du Peuple, romanzo sulla Comune di Parigi, il Prix Louis-Guilloux per l'insieme della sua produzione.